# Jabal Qal
Jabal Qal (arabiska: جبل قل) är kullar i Irak.   De ligger i provinsen Diyala, i den centrala delen av landet, 150 km norr om huvudstaden Bagdad.